# Qeshm (stad)
Qeshm (persiska: قِشم ), även Bandar-e Qeshm, är en hamnstad i södra Iran. Den ligger på ön Qeshm och är huvudort för delprovinsen (shahrestan) Qeshm i provinsen Hormozgan. Qeshm har cirka 25 000 invånare.